# Giuseppe Lazzarini
Giuseppe Lazzarini (Rapolano Terme, 4 settembre 1948) è un politico italiano.

## Biografia
Medico di professione, in occasione delle elezioni politiche del 1994 è eletto alla Camera, dopo aver prevalso su Lucio Manisco nel collegio uninominale di Tarquinia; eletto sotto le insegne del Polo del Buon Governo, aderisce a Forza Italia. Il 19 dicembre 1994 lascia il gruppo parlamentare forzista alla volta dei Federalisti e Liberaldemocratici di Raffaele Costa, al quale si iscrivono molti fuoriusciti della Lega e di Forza Italia in vista della presentazione di una mozione di sfiducia al governo Berlusconi I.
Balza all'attenzione delle cronache di allora per essere stato partecipe di una rissa con il leghista Francesco Formenti e per aver dato luogo a un'inusuale riverenza nei confronti dell'allora Presidente della Repubblica, Oscar Luigi Scalfaro, baciandolo.
Nel 1996 viene coinvolto dal collega Michele Caccavale, anch'egli di Forza Italia, nella vicenda che riguardava il ritrovamento di microspie a Palazzo Grazioli, abitazione romana Silvio Berlusconi. Caccavale riferì che Lazzarini gli aveva confidato, nel 1995, di essere stato avvicinato da qualcuno con la proposta di mettere una cimice nella casa di Berlusconi di Via dell'Anima. Lazzarini confermò l'episodio aggiungendo che si trattava di personaggi vicini al Polo per le Libertà.
Dopo il mancato reinserimento in lista alle elezioni politiche del 1996, costituisce il Movimento Autonomo per la Tuscia, con il quale si candida alle elezioni amministrative del 1997 per il comune di Viterbo (il risultato è dello 0,9%)